# 拉利貝拉

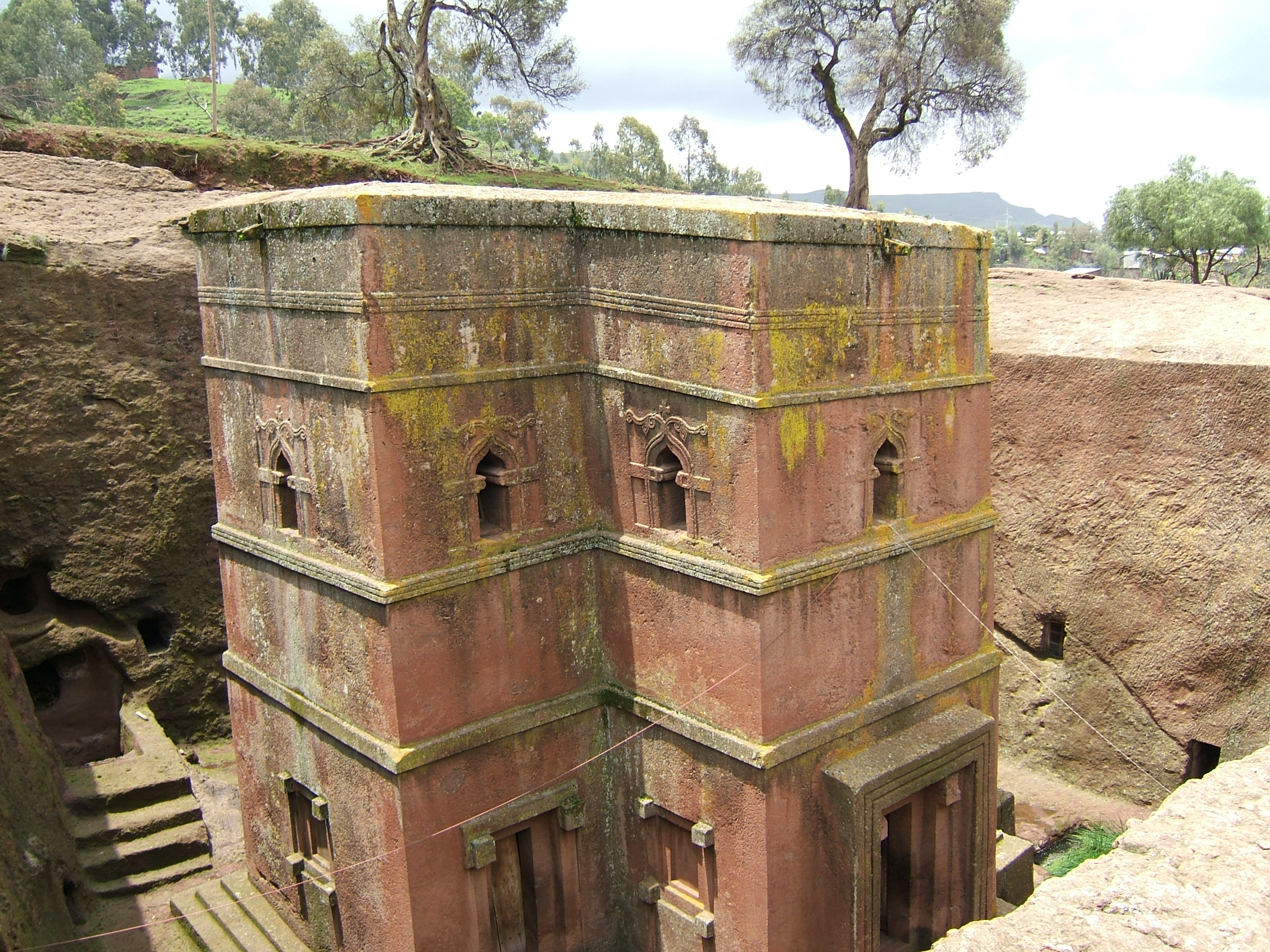
拉利贝拉岩石教堂

拉利貝拉（Lalibela）是埃塞俄比亞北部的一個城鎮，是埃塞俄比亚正统台瓦西多教会的聖城。據2005年的人口普查，拉利貝拉有居民14668人，全都為東方正統教會教徒。拉利貝拉有不少用岩石鑿出來的教堂，為奇景之一。
拉利貝拉自公元4世紀開始歸信基督教東方正統教會。在耶路撒冷被穆斯林所佔據後，拉利貝拉更一度被宣传為新的耶路撒冷城。
12°02′08″N 39°02′46″E / 12.035561°N 39.046203°E